# La Blonde du Far-West
Pour plus de détails, voir Fiche technique et Distribution.
La Blonde du Far-West (Calamity Jane) est un film américain réalisé par David Butler, sorti en 1953.
Ce film raconte en chansons la légende de Calamity Jane, la plus renommée des femmes hors-la-loi.

## Synopsis
Calamity Jane est en relation avec Wild Bill Hickok.

## Fiche technique
- Titre : La Blonde du Far West
- Titre original : Calamity Jane
- Réalisation : David Butler
- Scénario : James O'Hanlon
- Musique : David Buttolph et Howard Jackson (non crédités)
- Direction musicale : Ray Heindorf
- Chansons : Sammy Fain et Paul Francis Webster
- Chorégraphie : Jack Donohue
- Photographie : Wilfred M. Cline
- Montage : Irene Morra
- Direction artistique : John Beckman
- Costumes : Howard Shoup
- Production : William Jacobs
- Société de production : Warner Bros. Pictures
- Pays d'origine : États-Unis
- Langue originale : anglais
- Format : couleurs (Technicolor)
- Genre : western musical
- Durée : 101 minutes
- Dates de sortie :
  - États-Unis : 4 novembre 1953

## Distribution
- Doris Day : Calamity Jane
- Howard Keel : Wild Bill Hickok
- Allyn Ann McLerie : Katie Brown
- Philip Carey : lieutenant Gilmartin
- Dick Wesson : Francis Fryer
- Paul Harvey : Henry Miller
- Chubby Johnson : Rattlesnake
- Gale Robbins : Adelaïde Adams
- Lee Shumway : le barman
- Rex Lease : Buck
- Monte Montague : Pete
- Merrill McCormick : un pilier de bar
- Tom London : un prospecteur